# Mashtanamdali
Mashtanamdali (nepalski: मष्ट बण्डाली) – gaun wikas samiti w zachodniej części Nepalu w strefie Seti w dystrykcie Achham. Według nepalskiego spisu powszechnego z 2011 roku liczył on 367 gospodarstw domowych i 1932 mieszkańców (1023 kobiety i 909 mężczyzn).